# Tricontinental (revista)
Tricontinental es una publicación trimestral izquierdista publicada por la Organización de Solidaridad de los Pueblos de África, Asia y América Latina (OSPAAAL), que se fundó durante la Conferencia Tricontinental organizada en 1966 en La Habana (Cuba).
Desde 1966, los pósteres de propaganda política eran plegados e insertados dentro de los ejemplares de la publicación. Tras el colapso de la Unión Soviética en 1991 (que derivó en que la economía cubana se contrajese en un 40% y entrase en un período de profunda recesión), la revista dejó de editarse, debido a problemas financieros y a carencias en el suministro de tinta. Sin embargo, en 1995 Tricontinental comenzó a imprimirse nuevamente y en 2000 se decidió volver a incluir pósteres, a menudo pegados en las paredes de los centros de estudiantes izquierdistas.
La revista es distribuida en varios países del mundo y, en su período de máxima difusión, 87 países la recibían, llegando a un pico de más de 100.000 suscriptores, la mayoría de los cuales eran estudiantes. La publicación recibe parte de su financiamiento de grupos de grupos izquierdistas italianos.